# Keryn Jordan
Keryn Jordan (Pretoria, 1 de noviembre de 1975 - ibídem, 21 de octubre de 2013) fue un futbolista sudafricano que poseía la nacionalidad neozelandesa. Jugaba como delantero y se destacó por ser máximo goleador en al menos una temporada de los todos los equipos donde jugó, también fue el máximo goleador histórico de Clásico de Auckland con 15 tantos.
Falleció el 21 de octubre de 2013 en Pretoria a los 37 años de edad tras una larga lucha contra el cáncer. En 2014 recibió el reconocimiento póstumo de mejor jugador de la primera década de la ASB Premiership, primera división de Nueva Zelanda luego de una encuesta que incluía a los mejores futbolistas que habían pasado por dicha liga.

## Carrera
Realizó las inferiores en el Supersport United FC, pero el debut oficial lo hizo representando al Manning Rangers en 1996. Un año después fue el máximo goleador de la Premier Soccer League 1997/98. A pesar de buen presente en club sudafricano, Jordan anhelaba jugar en el New Zealand Knights FC, en ese entonces único equipo neozelandés en la A-League australiana. Pero para desgracia del delantero nada de esto se pudo dar y terminó firmando con el Waitakere United, una de las 8 franquicias recién creadas para competir en el Campeonato de Fútbol de Nueva Zelanda, en 2004. Solo jugó una temporada allí, pero marcó 15 goles y se convirtió en el máximo goleador de la temporada 2004/05 del NZFC.
En 2005 fue transferido al Auckland City. En su primera temporada, la 2005/06, Keryn volvió a ser el máximo anotador de la liga neozelandesa. Además de ganar el título, algo que se repetiría la temporada siguiente. Además, en 2006 ganó con el Auckland City el Campeonato de Clubes de Oceanía de ese año. En el año 2008 conmocionó al mundo del fútbol en Nueva Zelanda anunciando que tenía cáncer, las dudas comenzaron a surgir en torno a continuar su carrera futbolística, pero finalmente Jordan logró superarlo y volvió a jugar al fútbol en la victoria del club de Auckland 4-1 sobre el Canterbury United.
Continuó con los grandes éxitos, ganando la O-League 2009. En 2010 anunció su retiro debido a una serie de lesiones que le impedían jugar.

### Clubes
| Club             | País          | Año         |
| ---------------- | ------------- | ----------- |
| Manning Rangers  | Sudáfrica     | 1996 - 2004 |
| Waitakere United | Nueva Zelanda | 2004 - 2005 |
| Auckland City    | Nueva Zelanda | 2005 - 2010 |

### Selección nacional
En el año 2000, jugó dos partidos para la selección de Sudáfrica.